# Tormentor (группа)
Tormentor — венгерская метал-группа из Будапешта, созданная в 1986 году. Они записали свой первый альбом «Anno Domini» в 1988 году, но не смогли выпустить его до конца коммунизма в Венгрии. Альбом попал в Норвегию через сообщество торговцев пленками. После самоубийства Пера Олина Mayhem пригласил Аттилу Чихара из Tormentor присоединиться к группе; он должен был исполнить вокал на De Mysteriis Dom Sathanas. Tormentor распалась в 1991 году. После долгого перерыва они реформировались и выпустили более экспериментальный «Recipe Ferrum» через Avantgarde Music в 2001 году, после чего был длительный неопределенный перерыв.

## История
Их первое выступление на сцене состоялось в 1986 году на фестивале «В поисках новых талантов» под названием «AORTA». Судьи не слишком оценили их «шум», однако они все равно победили и прошли в финал в категории «Хард-рок и хэви-метал» голосами зрителей. Это сразу привлекло внимание к группе, и в некоторых культурных журналах того времени появилось несколько рецензий. Они также выиграли возможность для полноценного живого шоу в том же месте в Будапеште. Они начали работать над новыми песнями и выучили пару каверов от таких групп, как Destruction, Kreator, Bathory и Sodom.
В 1987 году они решили записать свое первое демо «The Seventh Day of Doom». Эта запись была сделана их собственными силами за одну ночь в студии в старом бункере в Будапеште. Прямо перед этой записью Джордж Фаркаш присоединился к группе в качестве басиста, заменив Лайоша Фазекаса. В этот период они познакомились с Яношем Зобраком, агентом по бронированию и менеджером в то время. Появлялось все больше и больше возможностей для выступлений, и группа постепенно становилась все более известной. В 1987 году хороший друг Аттилы, Жолт Мачат присоединился к группе на барабанах, заменив Мартона Дубеча. Его художественные видения почти сразу повлияли на образ группы. Позже Тамас Будай покинул группу из-за художественных разногласий.
В 1987 году они познакомились с Габором Фараго из одной звукозаписывающей компании Венгрии. В ту эпоху Венгрия была частью восточноевропейского коммунистического блока, и там не было никаких независимых лейблов. В конце концов у них появилось предложение на полноформатный альбом, что все еще было удивительной и необычной возможностью. Они немедленно приступили к работе над новыми материалами. В следующем году они репетировали 3-4 раза в неделю, пока не смогли войти в студию в ноябре 1988 года. Запись заняла две недели, и после некоторого процесса микширования у них был готов их легендарный дебютный альбом под названием «Anno Domini». После нескольких проблем с лейблом, и особенно после того, как Габор Фараго потерял работу, стало ясно, что альбом никогда не будет выпущен. Оставили только несколько кассет которые они успели записать в студии, и, к счастью или «благодаря Сатане», они также сделали копию оригинальной мастер-ленты на видеокассете HiFi. После этого эта запись также таинственным образом исчезла. Примерно через 6 месяцев было просто невозможно больше сдерживать новые песни не только из-за высоких требований фанатов, но и из-за распространяющихся слухов. В конце концов они просто решили сделать несколько копий только для самых близких друзей и начали исполнять новые песни вживую. Естественно, эти записи начали копироваться и распространяться среди фанатов. Группа стала более известной, чем когда-либо прежде. Иногда они играли перед примерно 500—1000 людьми, что было хорошей толпой по сравнению с их родиной. В 1990 году у них даже был небольшой тур, когда они играли в Вене и Братиславе — единственные концерты за пределами Венгрии. Но из-за обязательств по военной службе у группы возникли трудности с функционированием и организацией концертов. Аттила Сигети пошёл в армию. Отсутствие выпуска альбома «Anno Domini» также вызвало негативную атмосферу внутри группы. В конце концов в 1991 году они решили распасться.
Эти скопированные кассеты вскоре также попали за границу, в Мексику, Норвегию, Швецию и т. д. Tormentor повлияла на многие из старейших блэк-метал групп, таких как Mayhem, Dissection, Immortal, Darkthrone, Emperor.

## Воссоединение
В 2017 году Tormentor воссоединились спустя несколько лет, чтобы появиться на сцене для широко разрекламированного шоу воссоединения 21 апреля 2018 года в Будапеште, за которым последовало выступление на Brutal Assault в Йозефове, Чехия, и фестивале «Beyond the Gates» в Бергене, Норвегия с последующими выступлениями на фестивалях во Франции и Канаде, чтобы завершить год. Группа воссоединилась в классическом составе 1988 года с Чихаром на вокале, Тамашем Будаем и Аттилой Сигети, разделяющими обязанности гитариста, Джорджем Фаркашем, играющим на бас-гитаре, и Жолтом Мачатом на барабанах. Собственный лейбл группы Saturnus Productions также переиздал культовый дебютный альбом Anno Domini и демо Seventh Day of Doom на CD и виниле.

## Состав

### Нынешний состав
- Аттила Чихар — вокал, гитара
- Тамаш Будай — гитара
- Аттила Сигети — гитара
- Джордж Фаркаш — бас-гитара
- Жолт Мачат — ударные

### Бывшие участники
- Мартон Дубеч — ударные
- Мугамби Золдунс Бвана — соло-гитара
- Зено Галока — бас-гитара
- Лайош Фазекас — бас-гитара

## Дискография

### Студийные альбомы
- Recipe Ferrum (2001)

### Демо
- The 7th Day of the Doom (1987)
- Anno Domini (1988)

### Концертные альбомы
- Live in Hell (1999)
- The Sick Years (2000)
- Live in Damnation (2000, мини-альбом)

### Сплит-альбомы
- Black and Speed Metál (1989, вместе с Atomic, Trepán и Diktátor)